# Čelovce (Prešov)
Čelovce (bis 1927 slowakisch „Čeľovce“; ungarisch Cselfalva – bis 1907 Cselfalu) ist eine Gemeinde im Osten der Slowakei mit 394 Einwohnern (Stand 31. Dezember 2024) im Okres Prešov, einem Teil des Prešovský kraj, und wird zur traditionellen Landschaft Šariš gezählt.

## Geographie

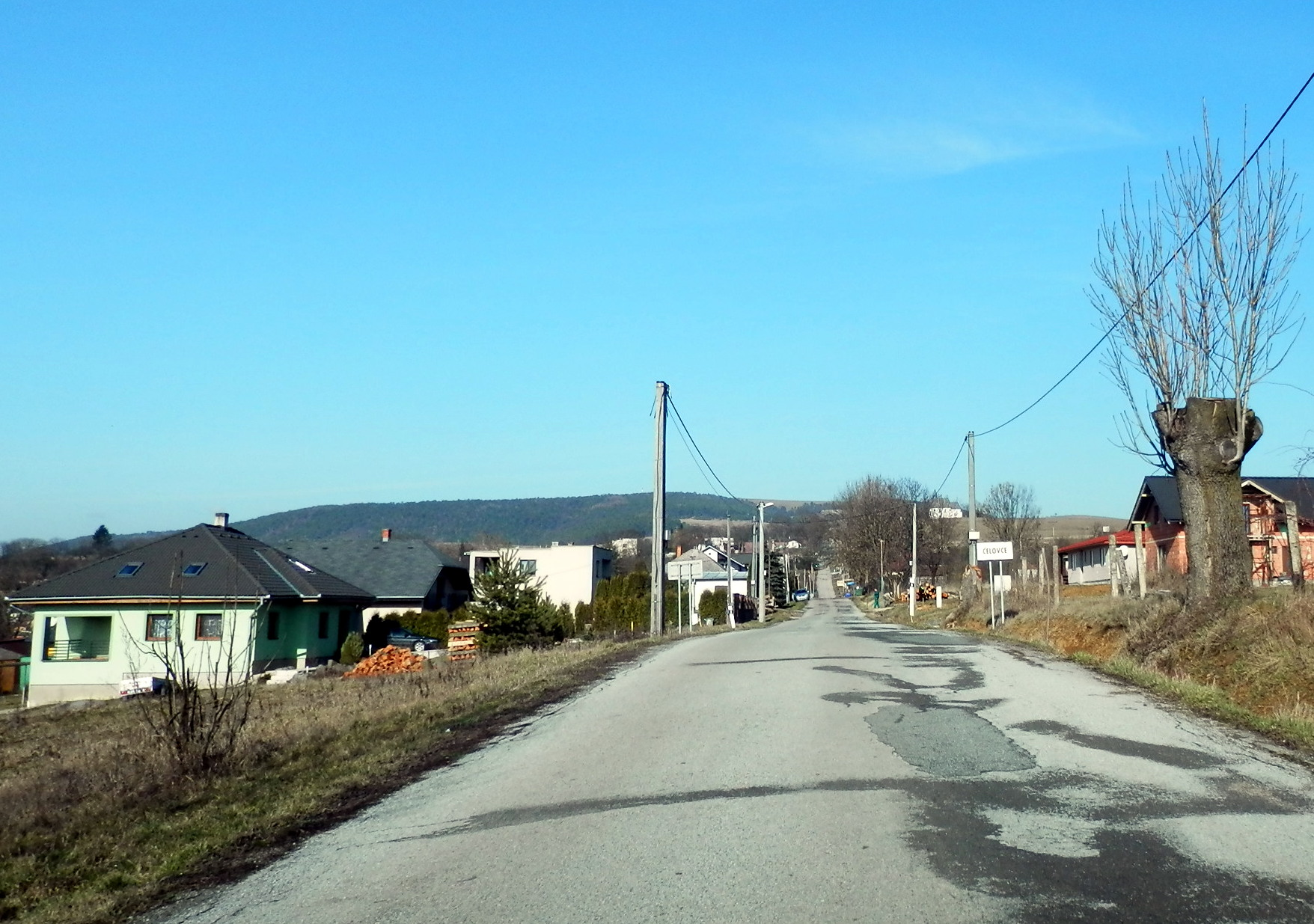
Čelovce

Die Gemeinde befindet sich am Südwesthang der Niederen Beskiden. Das Ortszentrum liegt auf einer Höhe von 327 m n.m. und ist 19 Kilometer von Prešov entfernt.
Nachbargemeinden sind Proč im Norden, Pušovce im Nordosten und Osten, Chmeľov im Südosten, Lipníky im Süden, Nemcovce im Südwesten und Šarišská Trstená im Westen.

## Geschichte

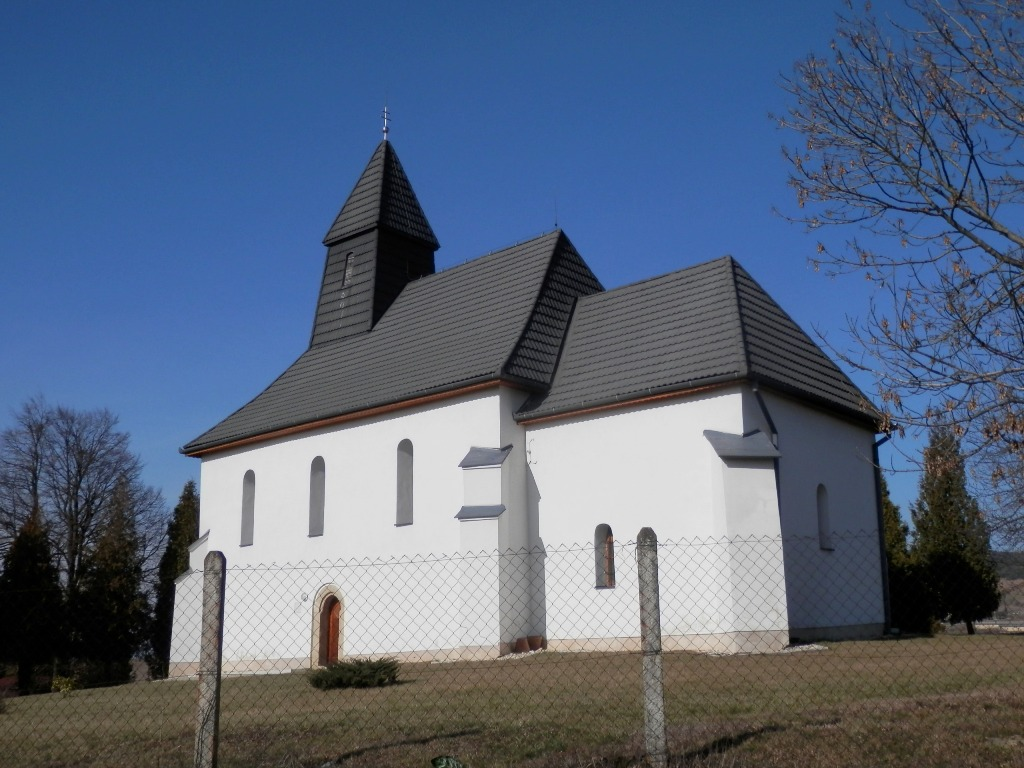
Evangelische Kirche

Čelovce wurde zum ersten Mal 1355 als Czel Coppirintia schriftlich erwähnt, weitere historische Bezeichnungen sind unter anderen Celfalua (1402) und Cschelowce (1786). Das Dorf entstand durch landadlige Kolonisierung des Gebiets und war Teil des Herrschaftsgebiets von Chmeľovec, ab 1769 war es Besitz der Familie Pulszky. Die letzten Gutsbesitzer stammten aus der Familie Körtvélyessy. 1427 wurden 23 Porta verzeichnet, 1787 hatte die Ortschaft 18 Häuser und 170 Einwohner, 1828 zählte man 22 Häuser und 171 Einwohner, die als Landwirte beschäftigt waren.
Bis 1918/1919 gehörte der im Komitat Sáros liegende Ort zum Königreich Ungarn und danach zur Tschechoslowakei beziehungsweise heute Slowakei. Nach dem Zweiten Weltkrieg wurde die örtliche Einheitliche landwirtschaftliche Genossenschaft (Abk. JRD) im Jahr 1958 gegründet, ein Teil der Einwohner pendelte zur Arbeit nach Prešov.

## Bevölkerung
| Jahr                | 1994 | 2004     | 2014    | 2024     |
| ------------------- | ---- | -------- | ------- | -------- |
| Anzahl der Personen | 264  | 303      | 324     | 394      |
| Unterschied         |      | +14,77 % | +6,93 % | +21,60 % |

| Jahr                | 2023 | 2024    |
| ------------------- | ---- | ------- |
| Anzahl der Personen | 375  | 394     |
| Unterschied         |      | +5,06 % |

Nach der Volkszählung 2011 wohnten in Čelovce 313 Einwohner, davon 312 Slowaken und ein Tscheche. 
220 Einwohner bekannten sich zur römisch-katholischen Kirche, 91 Einwohner zur Evangelischen Kirche A. B. und zwei Einwohner zur griechisch-katholischen Kirche.

## Baudenkmäler
- evangelische Kirche im romanisch-gotischen Stil aus dem letzten Drittel des 13. Jahrhunderts[6]
- moderne römisch-katholische Dreifaltigkeitskirche aus dem Jahr 1992

## Verkehr
Durch Čelovce führt die Straße 3. Ordnung 3466 zwischen Pušovce und Chmeľov.